# 佛羅倫薩國立中央圖書館
佛羅倫薩國立中央圖書館（義大利語：Biblioteca Nazionale Centrale di Firenze）是一座位於意大利佛羅倫薩的國家圖書館（另一所是羅馬國立中央圖書館），是意大利最大的圖書館之一。

## 歷史
該博物館由學者安東尼奧·馬利亞貝基在1714年捐贈其所有約30,000冊藏書而成。1743年，托斯卡尼所有出版物都被要求寄送一份副本到該圖書館。1747年對外開放，當時稱Magliabechiana。1861年收入普拉提納圖書館（Biblioteca Palatina）藏書。1885年更名為佛羅倫薩國立中央圖書館，1870年開始收集全國的出版物。
1935年，圖書館藏書放入由 Cesare Bazzani 和 V. Mazzei設計的位於阿諾河沿岸的建築中，在此之前很多藏書都放置在烏菲茲美術館。
1966年阿諾河洪水摧毀了該圖書館三分之一的建築，因此損失了許多珍貴藏品。

## 圖片

### 外部

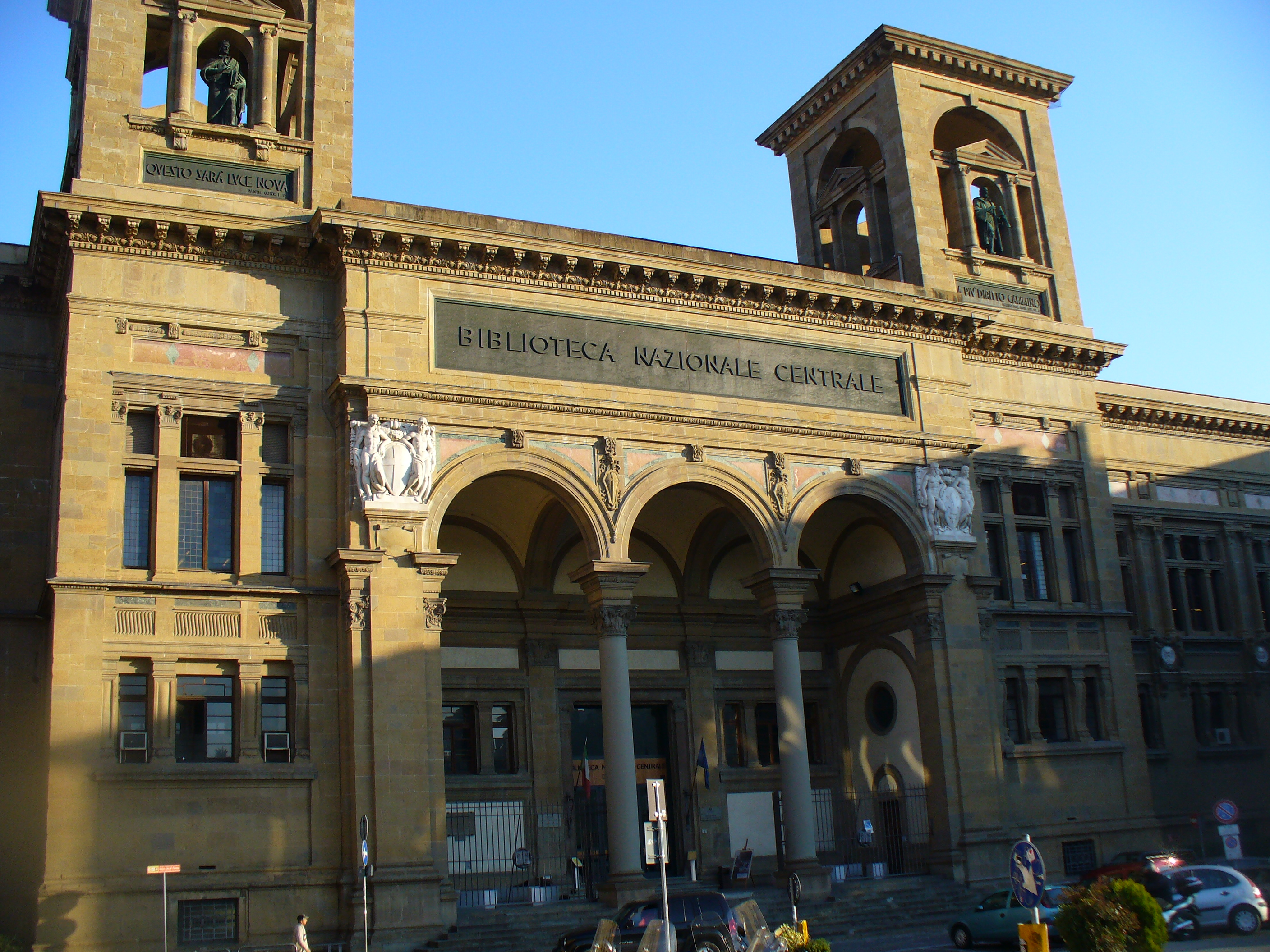
正門
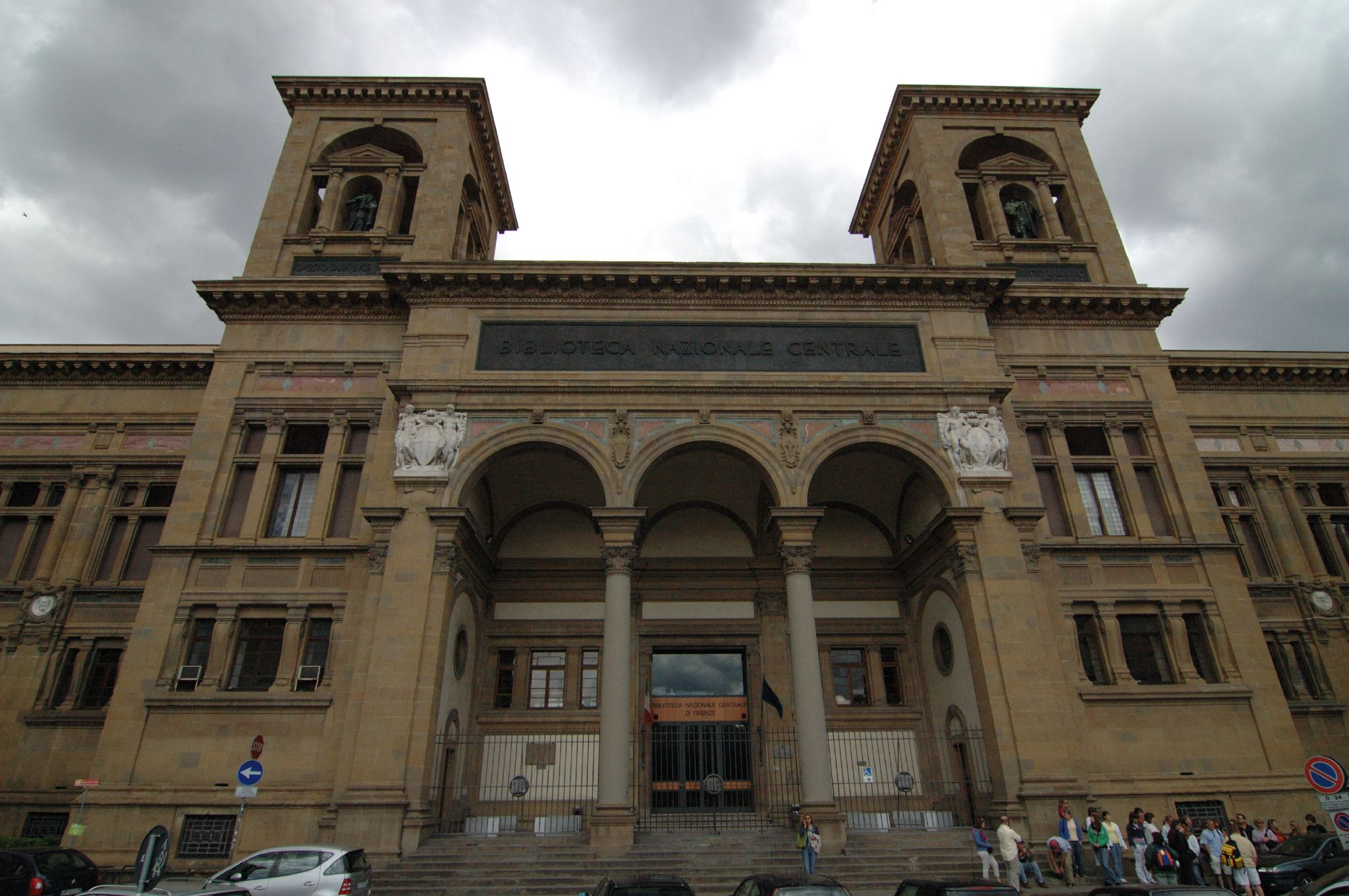
正門
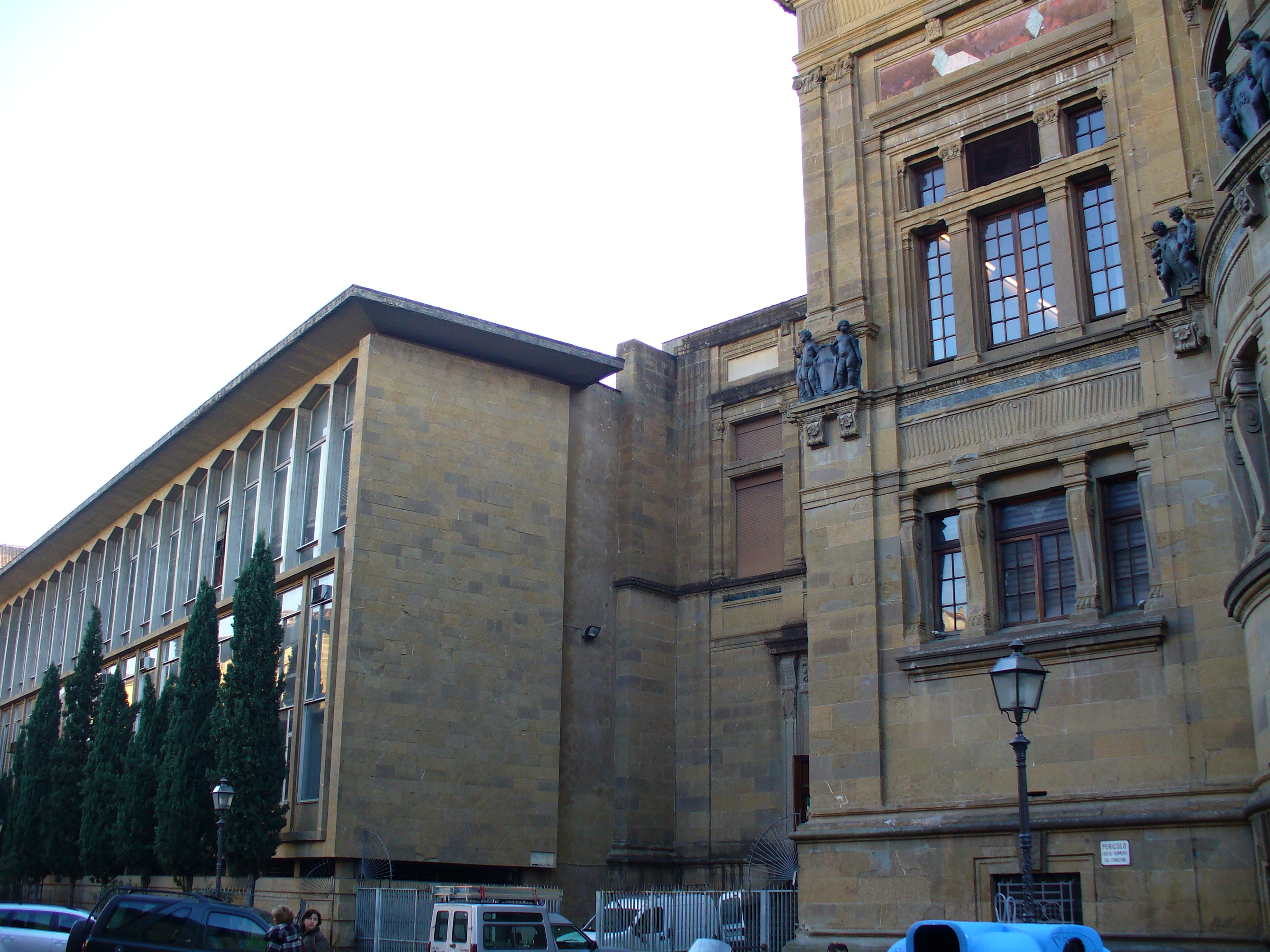
聖十字教堂旁的圖書館
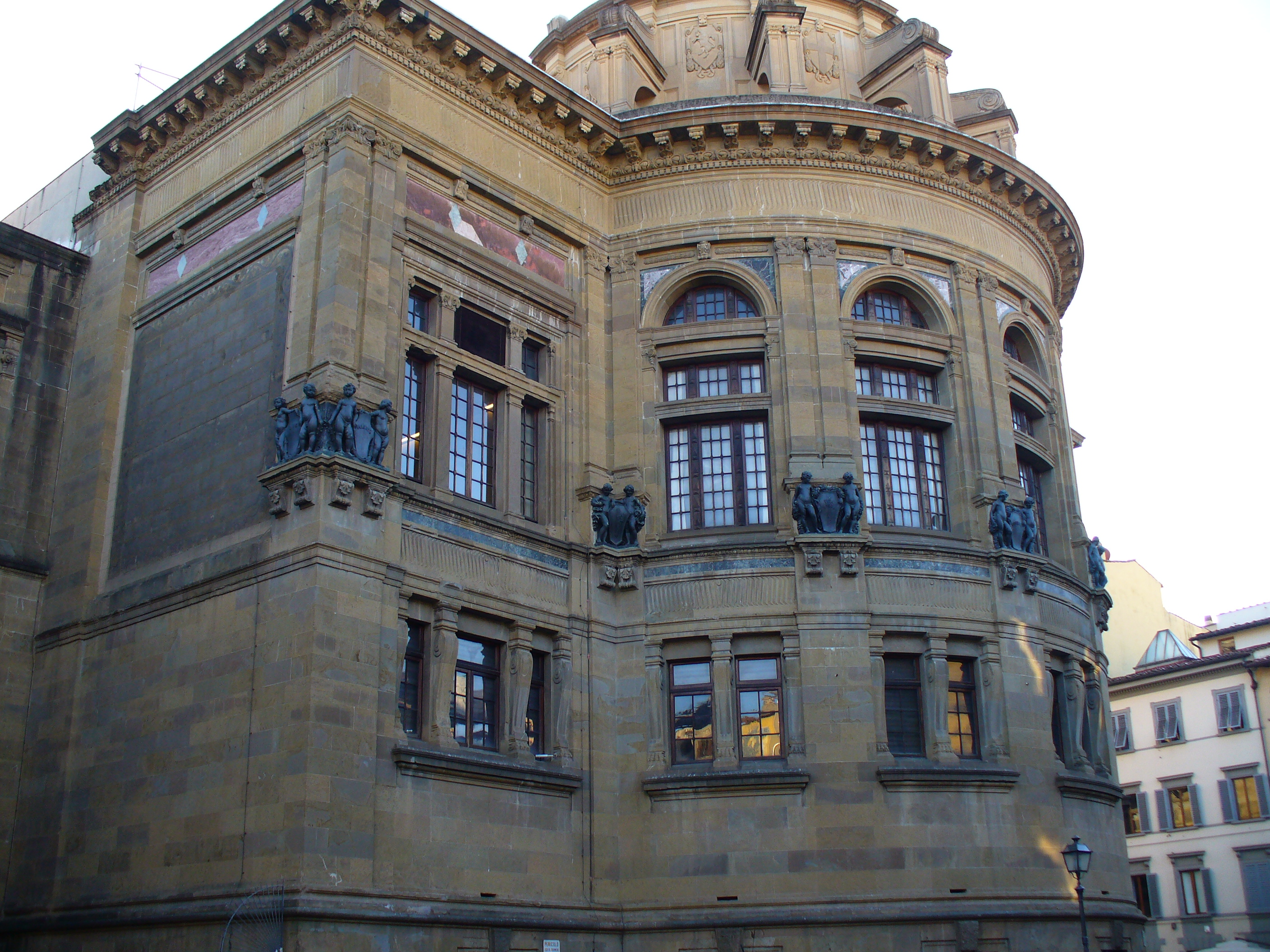
圓形大廳

### 內部

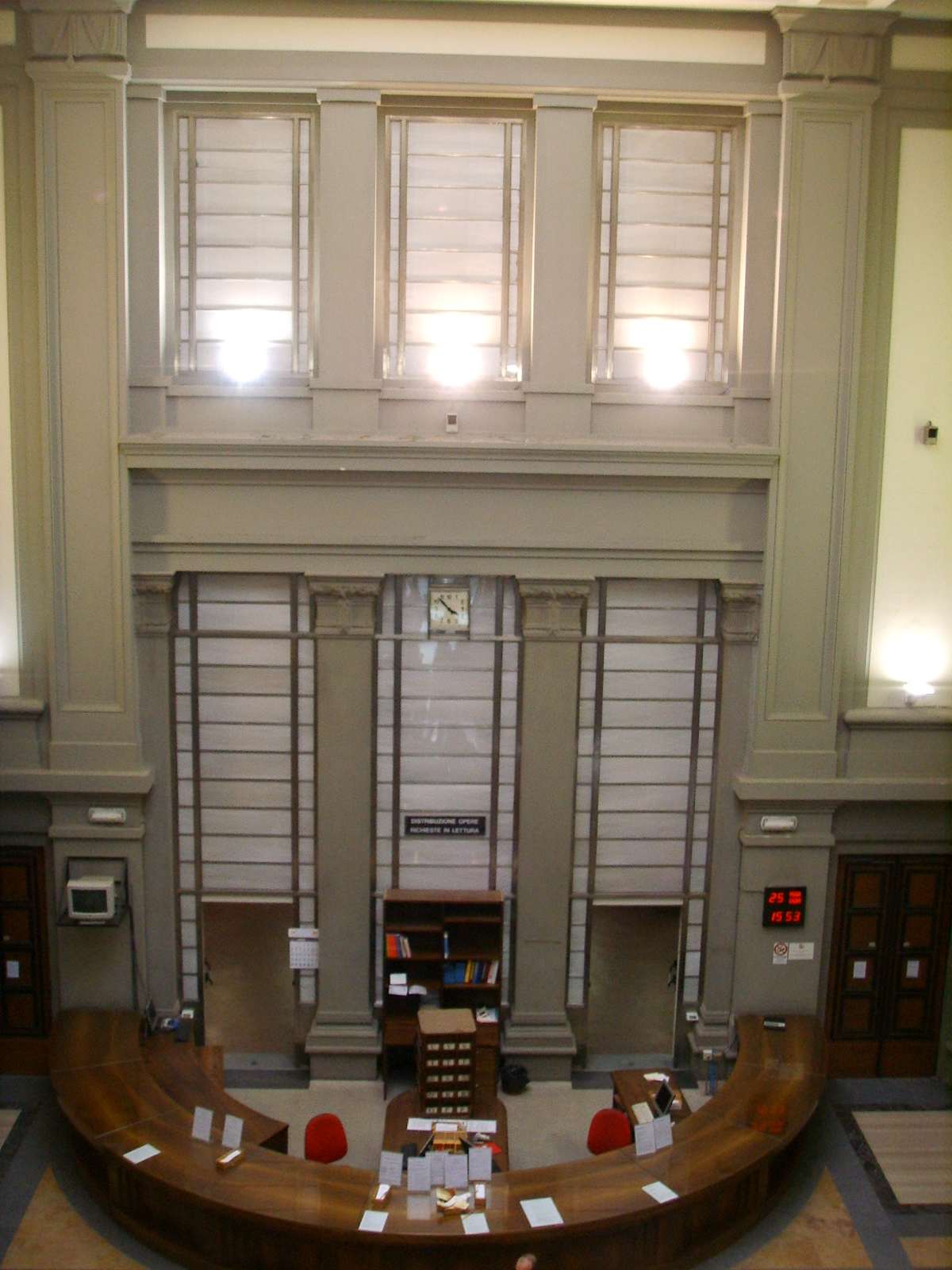
分配室
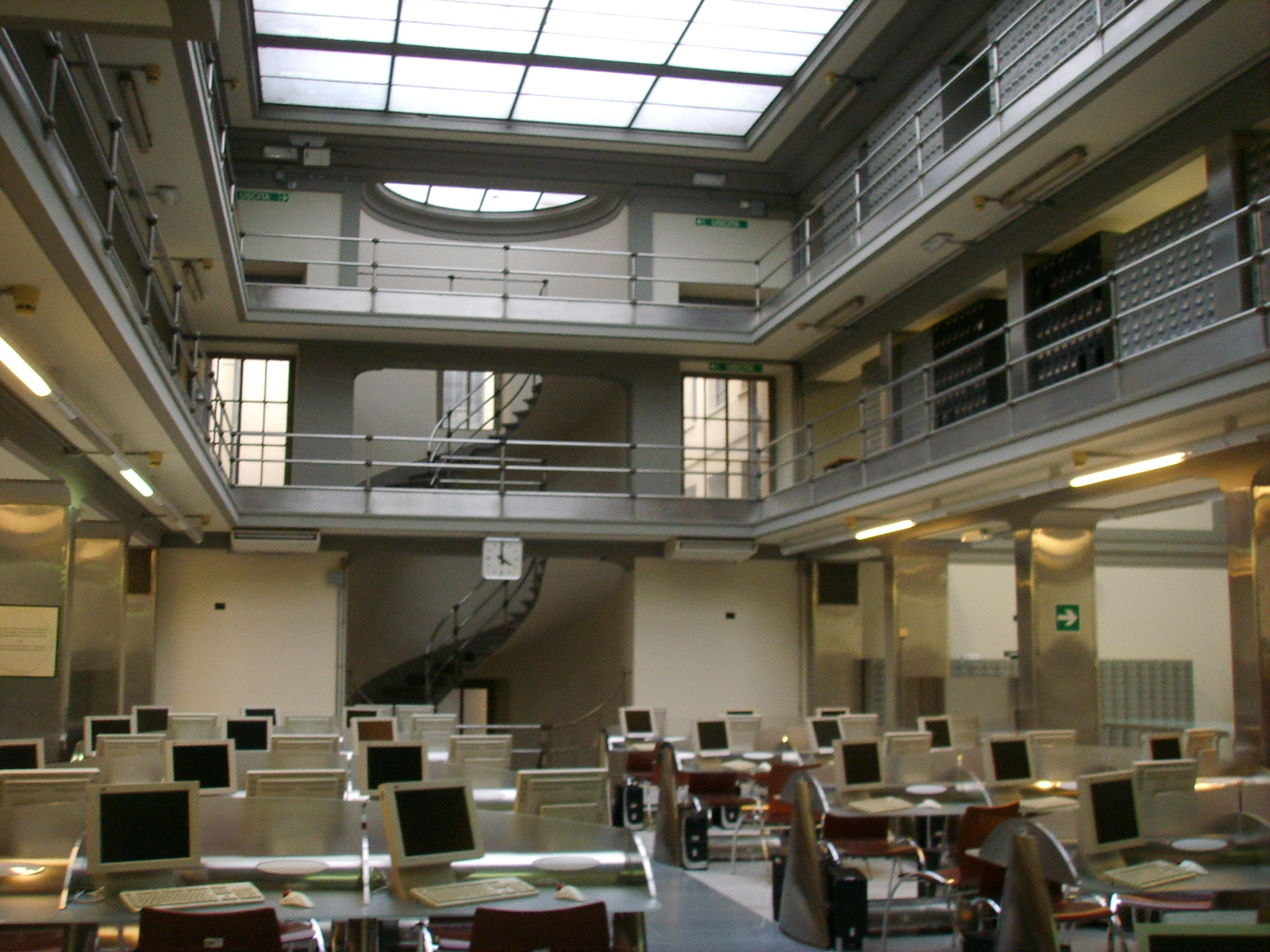
目錄室
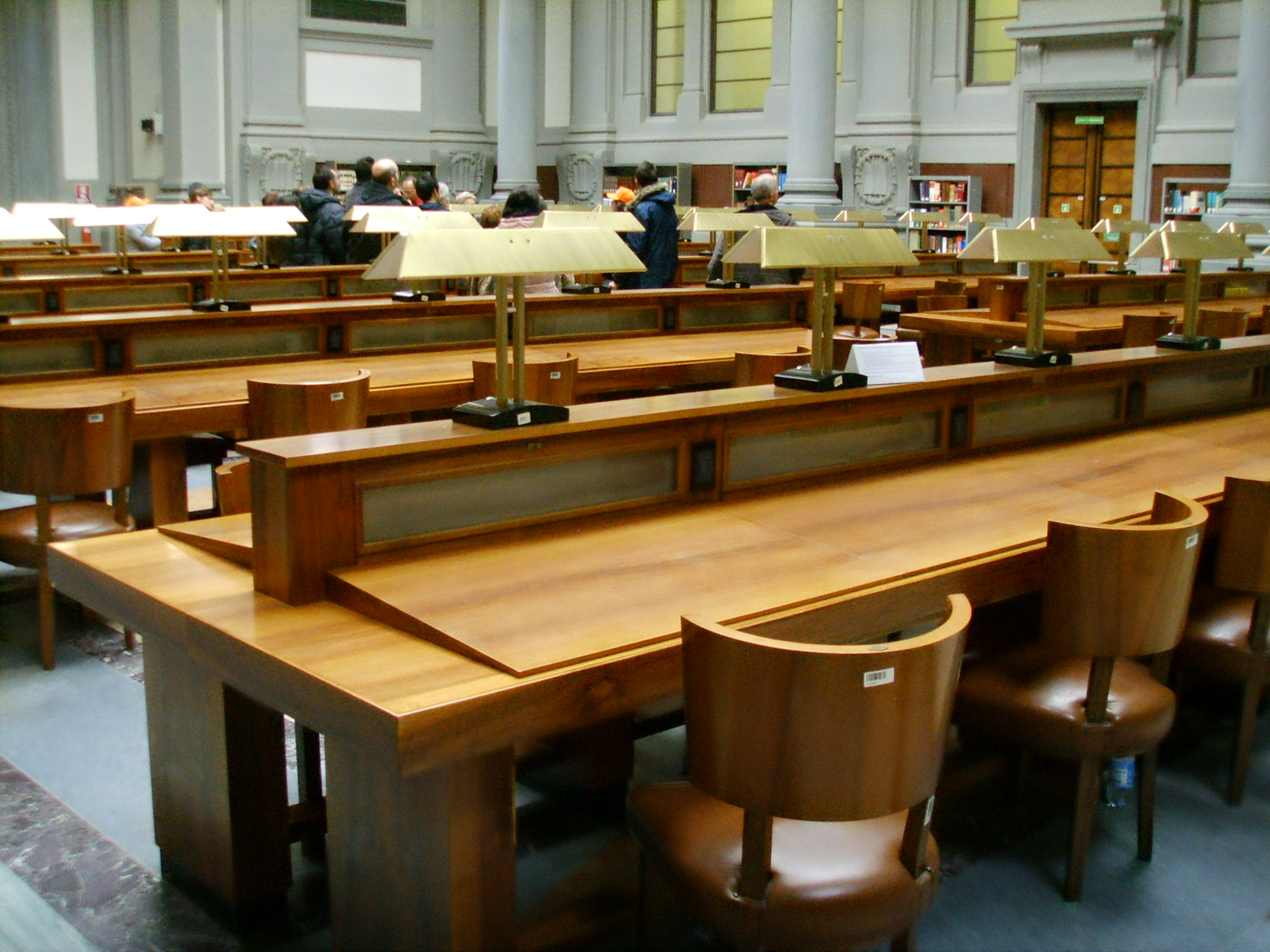
閱覽室
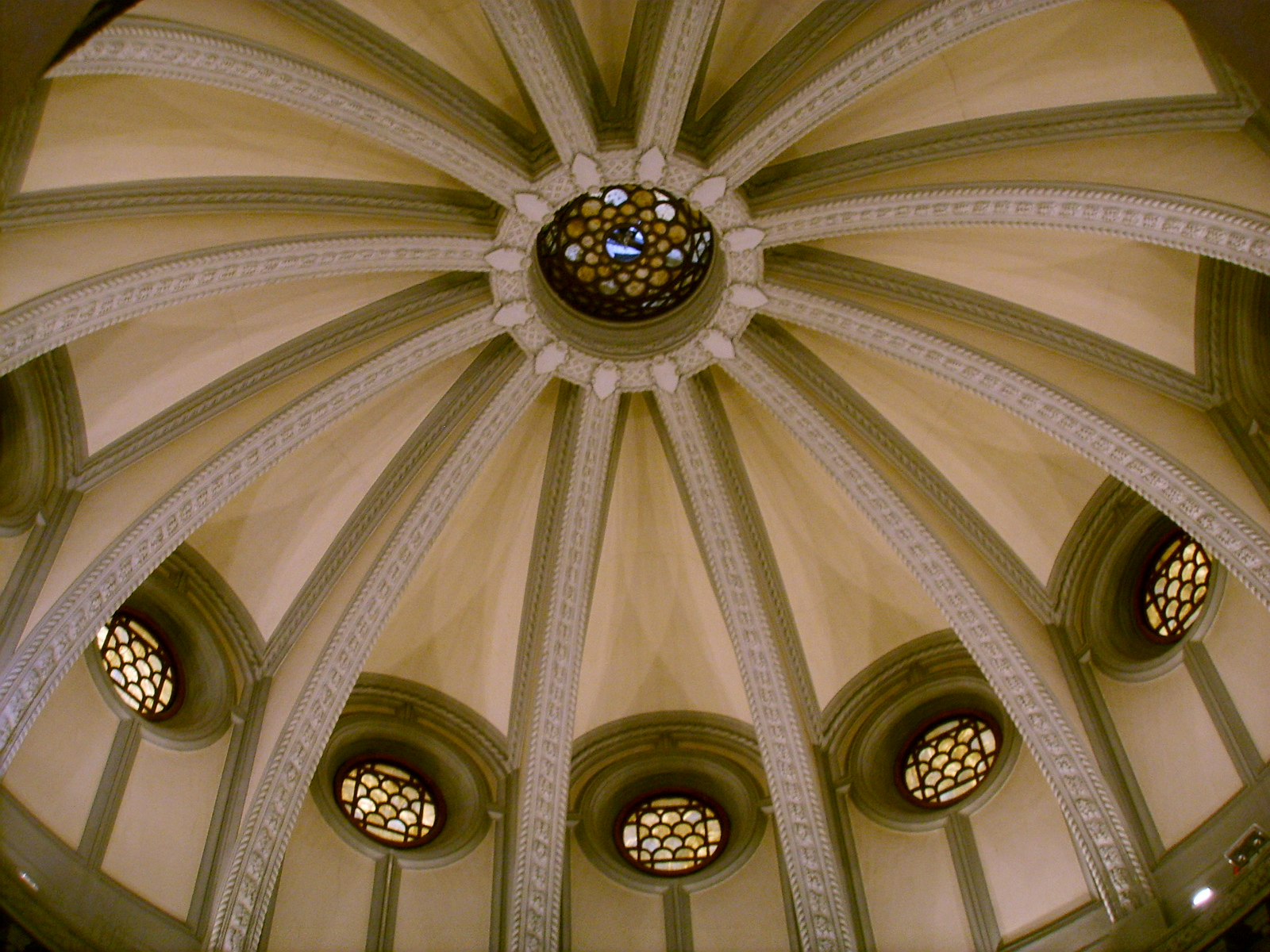
伽利略圓頂

## 外部連結
- Official website （页面存档备份，存于） （意大利文）

43°46′1.36″N 11°15′44.80″E / 43.7670444°N 11.2624444°E
Template:佛罗伦萨地标